# Раунд Лејк Хајтс (Илиноис)
Раунд Лејк Хајтс (енгл. Round Lake Heights) град је у америчкој савезној држави Илиноис.

## Демографија
По попису из 2010. године број становника је 2.676, што је 1.329 (98,7%) становника више него 2000. године.
| Група             | 2000.       | 2010.         |
| Белци             | 982 (72,9%) | 1.371 (51,2%) |
| Афроамериканци    | 28 (2,1%)   | 136 (5,1%)    |
| Азијати           | 15 (1,1%)   | 156 (5,8%)    |
| Хиспаноамериканци | 288 (21,4%) | 963 (36,0%)   |
| Укупно            | 1.347       | 2.676         |